# Magnolia balansae
Espèce
Statut de conservation UICN

 DD  : Données insuffisantes
Magnolia balansae est une espèce de plantes à fleurs de la famille des Magnoliaceae C'est un arbre trouvé au Viêt Nam.

## Description
C'est un arbre.

## Répartition et habitat
L'espèce est trouvée au Viêt Nam.